# Harald Schaub (Fußballspieler)
Harald Schaub (* 7. Oktober 1935) ist ein deutscher ehemaliger Fußballspieler, der von 1956 bis 1962 für die Betriebssportgemeinschaft (BSG) Motor Zwickau in der DDR-Oberliga, der höchsten Liga im DDR-Fußball, aktiv war.

## Sportliche Laufbahn
In den ersten drei Spielzeiten war Harald Schaub beim Oberligisten Motor Zwickau nur Ergänzungsspieler. In jeder Saison kam er jeweils nur einmal in einem Oberligaspiel zum Einsatz: 1956 (Kalenderjahrsaison) eingewechselt in der 64. Minute, 1957 eingewechselt in der 74. Minute und 1958 als Mittelfeldspieler ausgewechselt nach 65 Minuten. Auch in der Spielzeit 1959 musste Schaub lange auf seinen ersten Oberligaeinsatz warten. Das erste Spiel bestritt er als rechter Abwehrspieler am 21. Spieltag, wurde danach aber in allen fünf restlichen Punktspielen wieder auf dieser Position aufgeboten. Alle Einsätze bestritt er über die volle Spieldauer. Seine beste Zwickauer Saison bestritt Schaub 1960. Nach dem Ausscheiden des bisherigen rechten Verteidigers Horst Neef übertrug Trainer  Karl Dittes dessen Position an Harald Schaub, der auch in der Hinrunde elf der dreizehn Oberligaspiele bestritt. In der Rückrunde bekam Schaub Konkurrenz durch Werner Wilde, und Schaub kam nur noch am Saisonende zu vier weiteren Punktspieleinsätzen. In der folgenden Spielzeit, die wegen des Wechsels zum Sommer-Frühjahr-Spielrhythmus über 39 Spiele lief, hatte Schaub wieder einen guten Start, denn er kam bis zum 14. Spieltag auf elf Oberligaeinsätze, bei denen er wieder auf der rechten Abwehrseite spielte. Danach kam er allerdings nicht mehr zum Einsatz. 1962/63 bestritt er nur noch das Auftaktspiel, danach schied er endgültig aus dem Oberligakader der Zwickauer aus. 
Zur Saison 1963/64 wechselte Schaub zur BSG Aktivist „Karl Marx“ Zwickau in die zweitklassige DDR-Liga. Dort spielte er vier Spielzeiten lang, wobei er bis 1965/66 stets Stammspieler war und regelmäßig als rechter Verteidiger eingesetzt wurde. In seiner letzten Saison kam er in der Anfangsphase noch zu drei Ligaeinsätzen. Danach beendete er nach 83 DDR-Liga-Spielen, in denen er drei Tore erzielte, 28-jährig seine Laufbahn in höherklassigen Fußball.